# Det kæmpende Danmark
Det kæmpende Danmark er en dokumentarfilm fra 1944 af ukendt instruktør.

## Handling
Om danskernes kamp mod den tyske besættelsesmagt. Filmen indledes af Christmas Møller.